# エリザベス・ブラックウェル
エリザベス・ブラックウェル（Elizabeth Blackwell、1821年2月3日 - 1910年5月19日）は、イギリス生まれで、アメリカ合衆国で医学校を卒業した最初の女性である。イギリスで公的に医師登録された最初の女性でもある。女性に対する医学教育に貢献し、女性の権利の向上運動の活動家としても有名であった。従妹に画家で教師のイーディス・ホールデンがいる。

## 生い立ち

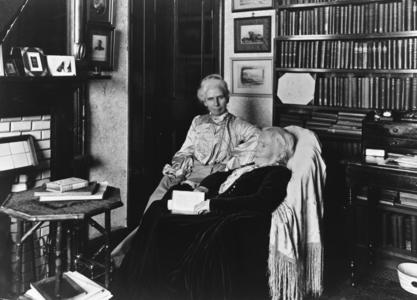
エリザベス・ブラックウェルと養女のキティ・ブラックウェル 1905年

ブリストルに砂糖精製業の家に9人兄弟の3番目の子供としてうまれたが、11歳のとき火事で工場が焼け、1832年に家族とともにアメリカ合衆国に移民することになった。ブラックウェル家は熱心なクエーカー教徒で、男女の差別を嫌い、奴隷制に反対であったので、砂糖の収穫に奴隷を使わないオハイオ州のシンシナティに精製所を開いたが、父親は3ヶ月後に病死した。
エリザベス・ブラックウェルはケンタッキーで教師をして資金をかせぎ、医師の家に住み、医学書を読んで勉強した。奴隷解放運動にも参加し、兄弟の一人は女性参政運動の活動家ルーシー・ストーンと結婚し、もう一人も女性運動家のアントワネット・ブラウンと結婚した。ニューヨークのジニーヴァ医科大学（Geneva Medical College）に入学を認められ、1849年1月に学位をえて卒業した。アメリカの病院での採用を拒まれた後、パリに行き産院で修行したが、医師としてではなく助産婦の訓練しか受けられなかった。この間、右目の病気で義眼となり、外科医の道は閉ざされた。
1857年に、妹エミリーと、マリー・ザクシェフスカと共に、マンハッタンのトンプキンズ・スクエアの近くに、シングルルームの貧しい女性と子どものための診療所を開いた。南北戦争中は、北軍のために多くの看護婦を養成した。戦争の後、女性のための医学校の設立のために努めた。
1853年にイギリスで、女性のためのベッドフォード・カレッジで1年すごした。1858年にイギリスで法律が制定され、1858年以前に外国で学位を取得し、イギリスで治療を行った医師の医療委員会への登録が可能となったので、1859年1月に最初の女性医師として登録された。
1869年にイギリスでフローレンス・ナイチンゲールとともに女子医学校を設立し、ロンドン女子医学カレッジで教え、産科の教授となったが、1年後に引退した。引退後も教育の重要性についての著述を行い、女性の権利運動に関わった。1873年にアメリカ合衆国の最初の看護婦養成学校設立に貢献した。病気や衛生に関する多くの著書を書いた。彼女の女子教育の手引書はスペイン語にも翻訳されている。
1856年、彼女はアイルランド系の出自のカトリーヌ・"キティ"・バリーという孤児を養子にした。この子が彼女の後半生の伴侶となった。1907年、ブラックウェルは、階段を降りようとして転倒、この時の怪我から完全には復調することはなかった。1910年5月31日、イースト・サセックス州のヘイスティングの自宅で心筋梗塞のため死去した。スコットランド西部、ホーリーロッホのキルムンの聖ムン墓地に、1910年6月に埋葬されている。

## 著書

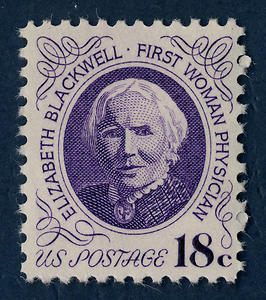
1974年の記念切手

- The Causes and Treatment of Typhus, or Shipfever
- The Laws of Life with Special Reference to the Physical Education of Girls (brochure, compilation of lecture series) pub. by George Putnam
- The Religion of Health (compilation of lecture series)
- Counsel for Parents (republished as Moral Education for the Young)
- Pioneer Work in Opening the Medical Profession to Women. London: Longman, 1895; reprinted New York: Schocken Books, 1977. (自伝)